# Calangaman Island
Calangaman Island ist eine kleine Insel der Provinz Leyte auf den Philippinen. Sie liegt etwa 15 km vor der Westküste der Insel Leyte, im Norden der Camotes-See. Die Insel ist unbewohnt und wird von der Großraumgemeinde Palompon verwaltet.

## Geographie
Calangaman Island ist eine über dem Meeresspiegel ragende Sandbank, die sich auf einem Korallenriff gebildet, die Form einer Sichel hat und einige Hektar groß ist. Die Insel ragt bei Ebbe an ihrem höchsten Punkt ca. zwei Meter über den Meeresspiegel und ist mit Nipa- und Kokosnusspalmen bewachsen. Die Küstenlinie der Insel vorgelagert ist die Nunez Shoal, die als ein erstklassiges Tauchgebiet gilt. In den Gewässern um die Insel können Muränen, Steinfische, Drückerfische, Anemonenfische und Röhrenwürmer beobachtet werden.

## Tourismus
Calangaman kann vom Hafen der Gemeinde Palompon, Villaba und von Bago City, Insel Cebu, mit gemieteten Auslegerbooten aus erreicht werden, die Überfahrt dauert ca. ein bis zwei Stunden, je nach Witterung. Von Zeit zu Zeit wird die Insel von den Teilnehmern von Kreuzfahrten mit Schlauchbooten, sogenannten Zodiacs, angefahren.